# フリードリヒ・アウグスト・フォン・アンハルト＝デッサウ
フリードリヒ・アウグスト・フォン・アンハルト＝デッサウ（Friedrich August von Anhalt-Dessau, 1799年9月23日 - 1864年12月4日）は、ドイツの諸侯家門アンハルト＝デッサウ家の公子。アンハルト＝デッサウ公レオポルト3世の世継ぎ公子（Erbprinz）であるフリードリヒと、その妻でヘッセン＝ホンブルク方伯フリードリヒ5世の娘であるアマーリエの間の第7子、四男。
1832年9月11日にオッフェンバッハのルンペンハイム宮殿において、ヘッセン＝カッセル＝ルンペンハイム方伯ヴィルヘルム（10世）の娘マリーと結婚し、間に3人の娘をもうけた。
- アーデルハイト・マリー（1833年 - 1916年） - 1851年、ナッサウ公（のちルクセンブルク大公）アドルフと結婚
- バティルディス・アマルグンデ（1837年 - 1902年） - 1862年、シャウムブルク＝リッペ侯子ヴィルヘルムと結婚
- ヒルダ・シャルロッテ（1839年 - 1926年）